# フォーバレルコーヒー

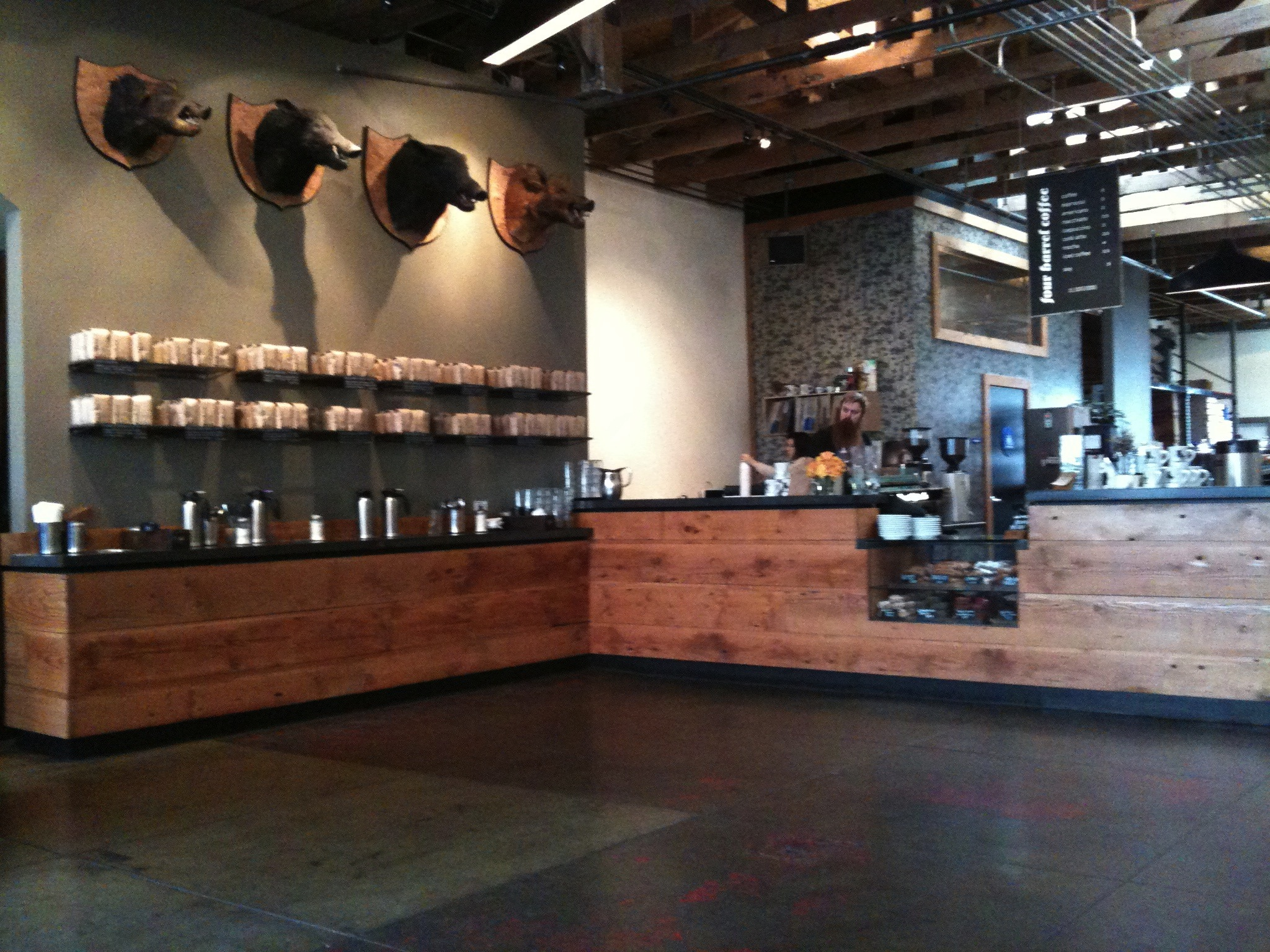
バレンシア通りにあるフォーバレルの店舗

フォーバレルコーヒー（英語: Four Barrel Coffee）とはサンフランシスコのコーヒーショップチェーンで市内に4店舗ある。競合するリチュアル・コーヒー・ロースターズやブルーボトルコーヒーのように地元でコーヒー豆を焙煎して販売したり、喫茶店を経営している。経営する喫茶店では無料のWi-Fiや端末用電源を設置していない。
2008年にリチュアルの創業者の一人であるジェレミー・トゥッカー（Jeremy Tooker）がミッション地区に第一号店をオープンした。店舗名の「フォーバレル」とは、エチオピア・コロンビア・グアテマラ・ケニアの4ヶ国のシングルオリジンコーヒーをローストした豆をそれぞれ別の樽に保管し、顧客が産地・品種・フレーバーを自由に組み合わせることができることに由来する。
コーヒー豆の卸販売等のホールセールビジネスにも力を入れる方針。2015年現在Googleなど大企業のオフィス向けに豆の販売を行っており、Googleだけでも週に1000杯分の豆を納入している。スーパーマーケット等への卸も行う予定があり、将来的には売上の8割をホールセールが占めると予想している。
日本には2014年11月にWEB通販サイトへの商品供給の形で進出。また2015年にLOG ROAD DAIKANYAMAにオープンする「TARTINE BAKERY & CAFE」にてコーヒーを提供する予定だったが、TARTINE社が同年4月にブルーボトルコーヒーに買収されたため、この計画は白紙になった。